# 金眼鹛雀
金眼鹛雀（学名：Chrysomma sinense）为鸦雀科金眼鹛雀属的鸟类，俗名黄眼嘈杂鸟。分布于巴基斯坦、印度、斯里兰卡、尼泊尔、锡金、不丹、孟加拉、中南半岛以及中国大陆的云南、广西、广东等地，常见于平原、村寨、开阔河谷、沟谷、草丛、灌丛、竹林、幼阔叶林下高草丛中、农田边以及蕨类上。该物种的模式产地在广州。

## 亚种
- 金眼鹛雀指名亚种（学名：Chrysomma sinense sinense）。分布于缅甸、老挝、泰国、越南以及中国大陆的云南、贵州、广西、广东等地。该物种的模式产地在广州。[2]